# 鶴慶府
鶴慶府（かくけいふ）は、中国にかつて存在した府。明代から清代にかけて、現在の雲南省大理ペー族自治州北部に設置された。

## 概要
南詔により謀統郡が置かれた。大理国においても引き続き謀統府とされた。
1253年（憲宗3年）、モンゴル帝国により義督𧸘に鶴州が置かれた。1286年（至元23年）、元により鶴州は鶴慶路に昇格した。鶴慶路は雲南等処行中書省に属し、剣川県1県を管轄した。
1382年（洪武15年）、明により鶴慶路は鶴慶府と改められた。1397年（洪武30年）、鶴慶府は鶴慶軍民府と改められた。鶴慶軍民府は雲南省に属し、剣川州・順州の2州を管轄した。高氏が土司として知府を世襲した。1437年（正統2年）、鶴慶土知府の高倫が非行を理由に沐昂に逮捕された。1443年（正統8年）、高倫は処刑され、改土帰流により林遒節が鶴慶府知府とされた。以後、鶴慶府は流官の統治するところとなった。
1770年（乾隆35年）、清により鶴慶府は鶴慶州に降格し、鶴慶州は麗江府に属した。
1913年、中華民国により鶴慶州は廃止され、鶴慶県と改められた。